# Masacre de Ferganá
La masacre de Ferganá ocurrió en 1989 tras un estallido de violencia entre los turcos mesjetios exiliados en la RSS de Uzbekistán y la población uzbeka local. Cientos de turcos mesjetios murieron o resultaron heridos, casi mil viviendas fueron destruidas y miles de ellos se vieron obligados a huir nuevamente al exilio.También fueron atacados judíos bujarianos que vivían en Ferganá, lo que llevó a muchos de ellos a huir a Israel.
Desde su deportación en la Segunda Guerra Mundial, los turcos mesjetios no pudieron regresar a su tierra natal. Permanecieron en Asia Central, sobre todo en Uzbekistán, hasta junio de 1989, cuando estalló una ola de violencia en el valle de Ferganá. Grupos de extremistas uzbekos atacaron a turcos mesjetios y otras minorías, desatando una masacre. Según cifras oficiales, que probablemente subestiman la magnitud, 97 personas murieron, más de 1000 resultaron heridas y 752 viviendas fueron destruidas. Antes del conflicto, se estimaba que unos 100 000 turcos mesjetios vivían en Uzbekistán.

## Secuelas
Tanto las autoridades de Moscú como las de Tashkent sostuvieron que los responsables eran mafias locales, opositores políticos del líder soviético Mijaíl Gorbachov o elementos nacionalistas dentro de Uzbekistán.
Tras la masacre, la mayoría de los turcos mesjetios optaron por abandonar Uzbekistán. Cerca de 70.000 se trasladaron a Azerbaiyán, mientras que el resto se mudo a diversas regiones de Rusia, especialmente al Krai de Krasnodar, así como zonas de Kazajistán, Kirguistán y Ucrania.